# Exelastis luqueti
Exelastis luqueti là một loài bướm đêm thuộc họ Pterophoridae. Nó được biết đến ở Madagascar.